# Boom Boom (John Lee Hooker)
Boom Boom is een in 1961 door singer-songwriter John Lee Hooker geschreven en gezongen nummer, uitgebracht als single in 1962. Het nummer is een van Hookers bekendste nummers. In 1995 werd het opgenomen in de Rock and Roll Hall of Fame.

## Opname
Aan het nummer werkten naast John Lee Hooker (zang en gitaar) de volgende mensen mee: 
- De Funk Brothers (Joe Hunter (piano), James Jamerson (bas) en Benny Benjamin (drums)
- Larry Veeder (gitaar)
- Hank Cosby (tenorsaxofoon)
- Andrew "Mike" Terry (baritonsaxofoon)

## Wetenswaardigheden
- John Lee Hooker speelde Boom Boom tijdens een gastoptreden als straatartiest in de film The Blues Brothers (1980).
- Boom Boom is door vele artiesten gecoverd, waaronder The Animals, the Yardbirds, Mae West, Shadows of Knight,  Dr. Feelgood, Bruce Springsteen, Big Head Todd and the Monsters, the Oak Ridge Boys, en Barbara Ireland.
- De versie van The Animals wordt in de film Skyfall (2012) gebruikt.
- De versie van John Lee Hooker met ZZ Top wordt gebruikt als intromuziek voor de televisieserie NCIS: New Orleans